# Исихије Хоровит
Свети Исихије Хоровит је светитељ православне цркве из VI века. У својој младости био је небрижљив према спасењу душе. Потпуно се променио након што је после тешке болести умро и повратио се из од смрти, и оздравио. Након тог догађаја се затворио у једној келији у Светој гори и ни са ким ни речи није проговорио 12 година. Пред смрт, отворише монаси који су отворили келију молили су га да им каже неку поуку пред смрт. Он им је тада изговорио: „ко на смрт помишља, не може згрешит“.
По њему су названи „Исихисти", монаси који су ћутање, богомислије и умну молитву истицали као врховну делатност. Они су имали нарочити Скит Исихиста, или Безмолвника, на Светој гори.
Има сведочења да је и свети Григорије Богослов, био безмолвник у време трајања часног поста.
Српска православна црква слави га 3. октобра по црквеном а 16. октобра по грегоријанском календару.
Велики део овог текста је преузет из охридског пролога светог владике Николаја Велимировића. Он не подлеже ауторским правима